# Bob Thompson (Skilangläufer)
Bob Thompson (* 27. Februar 1991) ist ein ehemaliger kanadischer Skilangläufer.

## Werdegang
Thompson startete im Dezember 2009 in Vernon erstmals im Nor-Am-Cup und belegte dabei den 81. Platz im Sprint und 56. Platz über 15 km Freistil. Im Januar 2014 holte er im Sprint in Canmore seinen ersten Sieg im Nor-Am-Cup. In der Saison 2014/15 kam er im Nor Am Cup 12-mal unter die ersten Zehn, darunter Platz drei im Sprint in Duntroon und Platz zwei im Sprint in Vernon und erreichte damit den vierten Platz in der Gesamtwertung. In der folgenden Saison holte er im Nor-Am Cup drei Siege und einen zweiten Platz und errang damit wie im Vorjahr den vierten Platz in der Gesamtwertung. Sein erstes Weltcuprennen lief er Anfang März 2016 bei der Ski Tour Canada, welche er vorzeitig beendete und belegte dabei den 52. Platz bei der Sprintetappe in Gatineau. Zu Beginn der Saison 2016/17 kam er bei der Weltcup-Minitour in Lillehammer auf den 81. Platz. Im März 2017 holte er beim Weltcup-Finale in Quebec mit dem 30. Platz im Sprint seinen einzigen Weltcuppunkt. In der Saison 2017/18 kam er mit zehn Top-Zehn-Platzierungen, darunter drei dritte Plätze und einen ersten Rang, den sechsten Platz in der Gesamtwertung des Nor-Am-Cups.
In der folgenden Saison siegte Thompson in Canmore im Sprint und im 30-km-Massenstartrennen. Zudem errang er bei den kanadischen Meisterschaften in Gatineau den dritten Platz über 10 km klassisch und erreichte abschließend den zehnten Platz in der Gesamtwertung des Nor-Am-Cups. Letztmals im Weltcup startete er im Februar 2020 in Falun, wobei er den 67. Platz im 15-km-Massenstartrennen errang.

## Siege bei Continental-Cup-Rennen
| Nr. | Datum             | Ort              | Disziplin            | Serie      |
| --- | ----------------- | ---------------- | -------------------- | ---------- |
| 1.  | 8. Januar 2014    | Canmore          | Sprint Freistil      | Nor Am Cup |
| 2.  | 8. Dezember 2015  | Canmore          | Sprint klassisch     | Nor Am Cup |
| 3.  | 30. Januar 2016   | Mont Sainte-Anne | 10 km klassisch      | Nor Am Cup |
| 4.  | 19. Februar 2016  | Prince George    | Sprint klassisch     | Nor Am Cup |
| 5.  | 9. Dezember 2017  | Vernon           | Sprint klassisch     | Nor Am Cup |
| 6.  | 13. Dezember 2018 | Canmore          | Sprint klassisch     | Nor Am Cup |
| 7.  | 16. Dezember 2018 | Canmore          | 30 km klassisch Mst. | Nor Am Cup |
| 8.  | 13. Dezember 2019 | Mont Sainte-Anne | Sprint klassisch     | Nor Am Cup |